# Świetlikowa Wola
Świetlikowa Wola (prononciation : [ɕfjɛtliˈkɔva ˈvɔla]) est un village polonais de la gmina de Policzna dans le powiat de Zwoleń de la voïvodie de Mazovie dans le centre-est de la Pologne.
Il se situe à environ 10 km au nord-est de Zwoleń (siège du powiat) et 98 km au sud-est de Varsovie (capitale de la Pologne).
Le village compte une population de 159 habitants en 2004.

## Histoire
De 1975 à 1998, le village appartenait administrativement à la voïvodie de Radom.